# 사회학자 목록
다음은 사회학자 목록이다.

## A-Z
- E. P. 톰슨
- W. E. B. 듀보이스

## ㄱ
- 가브리엘 타르드
- 가에타노 모스카
- 게리 베커
- 게오르크 지멜
- 군나르 뮈르달
- 귀스타브 르 봉
- 그레고리 베이트슨

## ㄴ
- 낸시 초더로
- 낸시 프레이저
- 노르베르트 엘리아스
- 니콜라 드 콩도르세
- 니클라스 루만

## ㄷ
- 다니엘 벨
- 데이비드 리스먼
- 데이비드 스타크
- 도나 해러웨이

## ㄹ
- 라인하르트 코젤레크
- 랄프 다렌도르프
- 랄프 밀리밴드
- 래윈 코넬
- 러커토시 임레
- 레너드 홉하우스
- 레몽 아롱
- 레오폴트 폰 비제
- 레이먼드 윌리엄스
- 로버트 K. 머턴
- 로버트 N. 벨라
- 로버트 모리슨 매키버
- 로버트 앨런 달
- 로버트 퍼트넘
- 로베르트 미헬스
- 로자 룩셈부르크
- 로제 카유아
- 롤랑 바르트
- 루이스 워스
- 루카치 죄르지
- 뤼시앵 레비브륄
- 리차드 호가트

## ㅁ
- 마거릿 미드
- 마누엘 카스텔
- 마르셀 모스
- 마리안 베버
- 마셜 매클루언
- 마이클 D. 히긴스
- 마이클 만 (사회학자)
- 마이클 부라워이
- 마이클 영 (사회학자)
- 마크 그래노베터
- 막스 베버
- 막스 셸러
- 막스 호르크하이머
- 메리 울스턴크래프트
- 모리스 긴즈버그
- 모리스 뒤베르제
- 몽테스키외
- 미셸 마페졸리
- 미셸 푸코

## ㅂ
- 발터 벤야민
- 배링턴 무어 주니어
- 베르너 좀바르트
- 보리스 카가를리츠키
- 브로니스와프 말리노프스키
- 브뤼노 라투르
- 블라디미르 레닌
- 비어트리스 웹
- 빌프레도 파레토
- 빌헬름 딜타이

## ㅅ
- 샤를 푸리에
- 셰린 칸칸
- 소스타인 베블런
- 스튜어트 홀
- 스티븐 샤핀
- 시다 스코치폴

## ㅇ
- 아구스틴 쿠에바
- 아돌프 케틀레
- 아르놀트 겔렌
- 아리스토텔레스
- 아마르티아 센
- 아민 말루프
- 아이다 벨 웰스
- 악셀 호네트
- 안토니오 그람시
- 안토니오 네그리
- 알랭 투렌
- 알렉시 드 토크빌
- 알리 샤리아티
- 알프레드 베버
- 앙리 르페브르
- 앙리 베르그손
- 애덤 스미스
- 앤서니 기든스
- 앨프리드 래드클리프브라운
- 앨프리드 마셜
- 앨프리드 크로버
- 어네스트 겔너
- 어빙 고프먼
- 에두아르트 베른슈타인
- 에드가 모랭
- 에드바르드 베스테르마르크
- 에른스트 트뢸치
- 에릭 올린 라이트
- 에밀 뒤르켐
- 에밀리 그린 볼치
- 엘리아스 카네티
- 예란 테르보른
- 오귀스트 콩트
- 오스발트 슈펭글러
- 오토 노이라트
- 요한 갈퉁
- 욘 엘스터
- 울리히 베크
- 움베르토 마투라나
- 위르겐 하버마스
- 윌리엄 라보프
- 윌리엄 푸트 화이트
- 이매뉴얼 월러스틴
- 이븐 할둔
- 이폴리트 텐
- 일리야 프리고진

## ㅈ
- 자크 데리다
- 자크 라캉
- 자크 엘륄
- 장 보드리야르
- 장 지글러
- 장 피아제
- 장자크 루소
- 장프랑수아 리오타르
- 제1대 패스필드 남작 시드니 웹
- 제인 애덤스
- 제프리 C. 알렉산더
- 조나단 H. 터너
- 조르주 소렐
- 조르주 캉길렘
- 조반니 사르토리
- 조반니 아리기
- 조지 리처
- 조지 허버트 미드
- 조지프 슘페터
- 존 로크
- 주디스 버틀러
- 쥘리아 크리스테바
- 지그문트 바우만
- 지야 괴칼프
- 질 들뢰즈

## ㅊ
- 찰스 라이트 밀스
- 찰스 부스
- 찰스 틸리

## ㅋ
- 카를 마르크스
- 카를 만하임
- 카를 카우츠키
- 칼 포퍼
- 칼 폴라니
- 칼 피어슨
- 쿠르트 레빈
- 크리스틴 델피
- 클라우스 오페
- 클로드 레비스트로스
- 클로드앙리 드 루브루아 드 생시몽
- 클리퍼드 기어츠
- 킹슬리 데이비스

## ㅌ
- 탤컷 파슨스
- 테오도어 아도르노
- 토마스 루크만
- 토마시 가리크 마사리크
- 토머스 로버트 맬서스
- 토머스 쿤
- 토머스 홉스
- 토미 더글러스

## ㅍ
- 퍼트리샤 힐 콜린스
- 페르난두 엔히키 카르도주
- 페르디난트 퇴니스
- 페르디낭 드 소쉬르
- 페이샤오퉁
- 폴 라자스펠드
- 폴 리쾨르
- 표트르 라브로프
- 표트르 크로폿킨
- 프란시스코 바렐라
- 프란츠 오펜하이머
- 프란츠 파농
- 프랜시스 골턴
- 프레드릭 제임슨
- 프리드리히 엥겔스
- 플로리안 즈나니에츠키
- 피에르 기욤 프레데리크 르 플레
- 피에르 부르디외
- 피에르조제프 프루동
- 피터 L. 버거
- 피터 비어먼
- 피티림 소로킨
- 핌 포르타윈

## ㅎ
- 한나 아렌트
- 해럴드 라스웰
- 해럴드 이니스
- 해리 콜린스
- 해리엇 마티노
- 허버트 긴티스
- 허버트 사이먼
- 허버트 스펜서
- 헤르베르트 마르쿠제
- 헨리 제임스 섬너 메인
- 호세 오르테가 이 가세트